# Harlekijnslak
De harlekijnslak (Polycera quadrilineata) is een slakkensoort uit de familie van de mosdierslakken (Polyceridae). De wetenschappelijke naam van de soort werd in 1776 voor het eerst geldig gepubliceerd door Otto Friedrich Müller.

## Beschrijving
De harlekijnslak kan tot 39 mm groeien, maar de maximale geregistreerde lengte is 45  mm. Zijn lichaam is doorschijnend wit met vlekken van gele en oranje pigmenten die vijf lengtelijnen vormen. Langs de middellijn loopt een rij ovale vlekken die naar achteren overgaan. Af en toe hebben individuen zwarte strepen, vlekken of fijne plekken op hun rug. Het voorste deel van het hoofd strekt zich uit en vormt een mondsluier. De rand van de voet is meestal bezaaid met kleur die zich uitstrekt tot een sluier die meestal is afgezet met geeloranje kleur met vlekken op de flank. De vier frontale uitsteeksels (frontale sluierpapillen) zijn geel gekleurd. Op zijn kop zijn twee zintuigen (rinoforen) aanwezig, ze hebben dikke stelen die eindigen met een gele cilindrische knop. De eisnoeren worden uitgezet in een kort wit gebogen lint. Deze soort wordt vaak in grote aantallen aangetroffen. Het voedt zich voornamelijk met ledermosdiertjes (Membranipora membranacea) en harig mosdiertjes (Electra pilosa).

## Verspreiding
Deze naaktslak werd oorspronkelijk beschreven vanuit Noorwegen. In het noordoostelijk deel van de Atlantische Oceaan is het een veel voorkomende soort in ondiep water. Het verspreidingsgebied loopt Groenland tot Noorwegen en in het zuiden langs de Europese kusten en de Britse Eilanden tot in de Middellandse Zee. Het wordt gevonden van de intergetijdenzone tot 160 meter. In Nederland was de soort tot 2011 slechts enkele keren aan de kust aangetroffen. Echter, sinds de zomer van 2011 worden jaarlijks in vooral de centrale en westelijke Oosterschelde, maar ook in de Noordzee door sportduikers opeens duizenden harlekijnslakken waargenomen.